# Confine tra Camerun e Repubblica Centrafricana
Il confine tra il Camerun e la Repubblica Centrafricana ha una lunghezza di 901 km e va dal triplice confine con il Ciad a nord fino al triplice confine con la Repubblica del Congo a sud.

## Descrizione
Il confine inizia a nord al triplice confine con il Ciad nel fiume Mbéré, seguendolo verso sud-ovest. Continua in questa direzione per poi inarcarsi gradualmente verso sud-est, utilizzando vari fiumi (come il Ngou, il Guirma, il Kadéï, il Boumba, il Batouri e il Nyoue), con alcuni tratti terrestri più brevi, prima di raggiungere il fiume Sangha. Segue infine quindi questo fiume lungo il triplice confine con la Repubblica del Congo.

## Storia
Camerun tedesco

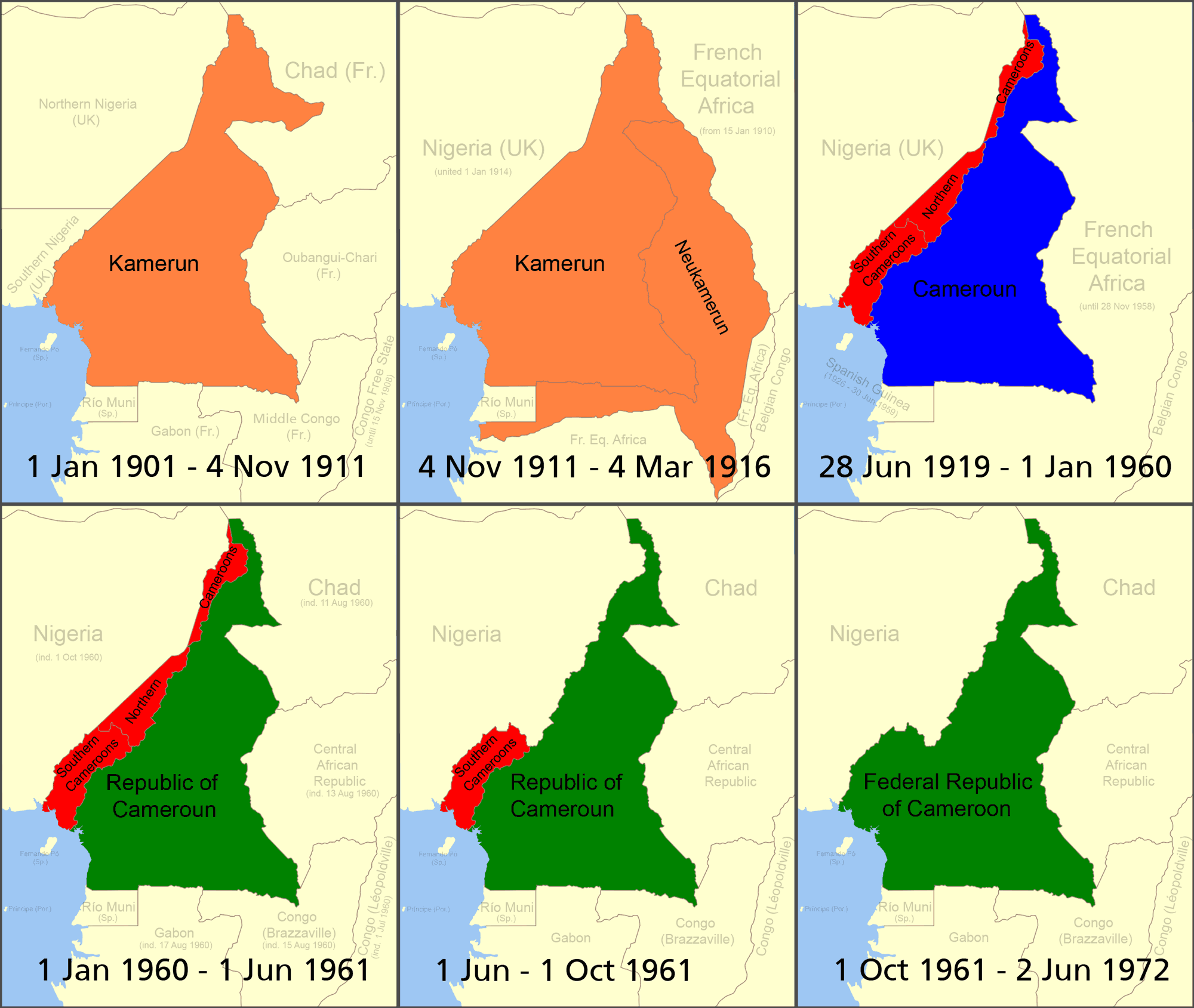
Mappe del Camerun 1901-1972 che mostrano le modifiche al confine con la Repubblica Centrafricana
Camerun tedesco

Il confine emerse per la prima volta durante la Spartizione dell'Africa in un periodo di intensa competizione tra le potenze europee nel tardo XIX secolo per il controllo dei territori in Africa. Il processo culminò nella Conferenza di Berlino del 1884 in cui le nazioni europee interessate concordarono sulle rispettive rivendicazioni territoriali e sulle regole degli impegni futuri. Come risultato di ciò, la Francia ottenne il controllo della valle superiore del fiume Niger (più o meno equivalente alle aree attuali del Mali e del Niger), e anche le terre esplorate da Pierre Savorgnan de Brazzà per la Francia in Africa Centrale (più o meno equivalenti al Gabon e al Congo-Brazzaville). Da queste basi i francesi esplorarono ulteriormente l'entroterra, collegando infine le due aree in seguito alle spedizioni dell'aprile 1900 che si incontrarono a Kousséri, nell'estremo nord del moderno Camerun. Queste regioni appena conquistate furono inizialmente governate come territori militari. Nel 1903 le aree che ora compongono il Gabon e il Congo-Brazzaville (allora chiamato in francese Moyen-Congo, o Congo centrale) furono unite come Congo francese (in seguito diviso), con le aree più a nord organizzate nell'Ubangi-Sciari (l'attuale Repubblica Centrafricana) e il territorio militare del Ciad; le ultime due aree vennero fuse nel 1906 come Ubangi-Shari-Ciad, e poi divise nel 1914. Le due regioni furono successivamente riorganizzate nelle colonie federali dell'Africa Occidentale Francese (Afrique occidentale française, abbreviato AOF) e dell'Africa Equatoriale Francese (Afrique équatoriale française, AEF).
La Germania rivendicò il Camerun (Kamerun) nel luglio 1884.  Francia e Germania stabilirono la delimitazione approssimativa delle proprie rispettive sfere di influenza nella regione nel dicembre 1885, con un confine più preciso concordato nel 1894. Un'ulteriore delimitazione avvenne il 18 aprile 1908 che formò il moderno confine Camerun-Centrafrica. Dopo la crisi di Agadir del 1911, Francia e Germania firmarono il trattato di Fès, attraverso il quale la Germania riconosceva la supremazia francese in Marocco in cambio di ampi territori dell'Africa centrale. Questi ultimi furono uniti alla loro colonia del Camerun come Neukamerun e includevano gran parte di ciò che è parte occidentale della Repubblica Centrafricana. Quando scoppiò la prima guerra mondiale nel 1914, la Gran Bretagna e la Francia invasero il Camerun e sconfissero i tedeschi nel 1916. Dopo la sconfitta della Germania in Europa nel 1918-19, tutte le aree cedute alla Germania nel 1911 furono restituite alla Francia, finalizzando così quelli che sono oggi i confini moderni del Camerun con il Gabon, Congo-Brazzaville, Repubblica Centrafricana e Ciad. Il 22 giugno 1922 il Camerun divenne un mandato della Società delle Nazioni, con la stragrande maggioranza della colonia che andava alla Francia e le aree più piccole lungo il confine con la Nigeria a ovest alla Gran Bretagna. Questo accordo di mandato / amministrazione fiduciaria venne consolidato dalle Nazioni Unite nel 1946.
La Francia concesse gradualmente più diritti politici e rappresentanza per le sue colonie africane, arrivando alla concessione di un'ampia autonomia interna a ciascuna colonia nel 1958, nel quadro della Comunità francese. Nel gennaio 1960, la Francia concesse al Camerun la piena indipendenza, seguita dall'Ubangi-Shari (come Repubblica Centrafricana) nell'agosto di quell'anno, e la loro reciproca frontiera divenne internazionale tra due stati indipendenti.
Dal 2003 il confine è stato attraversato da migliaia di rifugiati centrafricani in fuga dalla prima e dalla seconda guerra civile centrafricana.

## Insediamenti vicino al confine

### Camerun
- Dompta
- Yérombondé
- Kombo-Laka
- Gbatoua
- Koumboul
- Garoua-Boulaï
- Nambona
- Kentzou
- Ndélélé
- Ngoundi

### Repubblica Centrafricana
- Mbéré
- Koundé
- Ardo Djaloré
- Bimbélou
- Noufou
- Gamboula
- Bandjiforo

## Valichi di frontiera
I due principali valichi di frontiera sono a Kenzou-Gamboula e Garoua-Boulaï.